# La Ferté-Macé
La Ferté-Macé é uma comuna francesa na região administrativa da Normandia, no departamento Orne. Estende-se por uma área de 27 km². Em 2010 a comuna tinha 5 609 habitantes (densidade: 207,7 hab./km²).
Em 12 de janeiro de 2016, a antiga comuna de Antoigny foi anexada ao território da comuna.